# 洒乃渉
洒乃 渉（さいの わたる）は、日本のイラストレーター。

## 主な作品

### イラスト
- 渡瀬草一郎『陰陽ノ京』シリーズ - 表紙絵、挿絵（第2巻以降）
  - 渡瀬草一郎『陰陽ノ京 月風譚』シリーズ - 表紙絵、挿絵
- 狭山京輔『D.I.Speed!!』 - 表紙絵、挿絵
- 涼風涼『斬魔大聖デモンベイン 無垢なる刃』 - 第1巻「無垢なる刃」挿絵
- 中村恵里加『ソウル・アンダーテイカー』 - 表紙絵、挿絵
- 豊野穂稀『天仙物語』 - 表紙絵、挿絵
- 渡瀬草一郎『源氏 物の怪語り』 - 表紙絵、挿絵

| スタブアイコン | サブスタブ | この項目は、まだ閲覧者の調べものの参照としては役立たない、人物に関連した書きかけの項目です。この項目を加筆・訂正などしてくださる協力者を求めています（P:人物伝/PJ:人物伝）。 |